# Карагандинський металургійний комбінат
50°03′08.4″ пн. ш. 73°00′49.01″ сх. д. / 50.052333° пн. ш. 73.0136139° сх. д.
Карагандинський металургійний комбінат (з 2023 — Кармет, каз. Қарағанды металлургия комбинаты, з 1995 до 2004nbsp;— ВАТ «Іспат-Кармет», з 2004 до 2023 — ArcelorMittal Temirtau АрселорМіттал Темиртау)  — металургійний комбінат у Казахстані, найбільше підприємство чорної металургії країни. В минулому — одне з найбільших металургійних підприємств СРСР. Розташований у місті Темиртау Карагандинської області. Комбінат заснований 1970 року на базі Карагандинського металургійного заводу, що став до ладу у 1960 році.

## Історія
До складу заснованого у 1970 році Карагандинського металургійного комбінату ввійшли Карагандинський металургійний завод, Казахський металургійний завод, Атасуйське і Південно-Топарське рудоуправління та Олексіївський доломитовий кар'єр. Казахський металургійний завод у місті Теміртау було введено в дію у 1940-х роках, під час Другої світової війни. Перша його мартенівська піч розпочала роботу у 1944 році, перший прокатний стан — у 1946 році. Карагандинський завод став до ладу у липні 1960 року. Він працював на базі Атауського родовища.
У 1972 році до комбінату входили: доменний цех з 3 доменними печами, 2 мартенівських цехи, киснево-конвертерний цех у складі 3 кисневих конверетера ємкісттю по 250 т кожний, прокатне і коксохімічне виробництва, копальні і кар'єри, агломераційна фабрика. У 1971 році комбінатом було вироблено 2528 тис. т чавуну, 3116 тис. т сталі, 2670 тис. т прокату.
Пізніше на комбінаті було побудовано доменну піч № 4.
17 листопада 1995 року Карагандинський металургійний комбінат перейшов у власність «LNM Group» і отримав назву «Іспат-Кармет». У грудні 2004 року підприємство перейменовано на АТ «Міттал Стіл Теміртау», а у серпні 2007 року — на АТ «АрселорМіттал Теміртау».

## Сучасний стан
До складу металургійного комбінату АТ «АрселорМіттал Теміртау» входять коксохімічне, аглодоменне, сталеплавильне, прокатне виробництва, ремонтно-монтажне управління, відділок головного енергетика з низкою цехів і ТЕЦ, транспортне управління. За паливну базу комбінату слугує коксівне вугілля Карагандинського вугільного басейну.
Комбінат має 6 коксових батарей виробничою потужністю 3,5 млн т коксу на рік. Аглофабрика комбінату має 3 агломераційні машини з загальною площею спікання 1008 м². Доменний цех має 4 доменних печі об'ємами ДП № 1 — 1719 м³, ДП № 2 — 2291 м³, ДП № 3 — 3848 м³, ДП № 4 — 3440 м³. До складу сталеплавильного виробництва входять киснево-конвертерний цех і 3 лінії машин безперервного лиття заготовок. Конвертерний цех має 3 кисневих конвертори ємкістю 300 т і 2 міксери по 2000 т, 2 установки піч-ківш. Кожна з двох радіальних машин безперервного лиття заготовок має потужність 2,6 млн т слябів на рік, третя машина призначена для виробництва сортової заготовки і має потужність 1,2 млн т зоготовок на рік. До складу прокатного виробництва входять цех гарячої прокатки, 2 цехи холодної прокатки і цех гарячого цинкування і алюмінування, лінія полімерних покриттів.
У 2014 році на комбінаті було вироблено 3,6 млн т залізорудного концентрату, 11,2 млн т вугілля, 3,2 млн т чавуну, 3,5 млн т рідкої сталі, 3,1 млн т прокату.